# 許之珏
許之珏（？—？），清朝政治人物。監生出身。
光緒十八年七月，接替劉誥。署任江蘇荆溪縣知縣。后由鄭仲和接任。